# Gemelliporella monilia
Gemelliporella monilia är en mossdjursart som först beskrevs av Osburn 1952.  Gemelliporella monilia ingår i släktet Gemelliporella och familjen Gemelliporellidae. Inga underarter finns listade i Catalogue of Life.